# Poterna

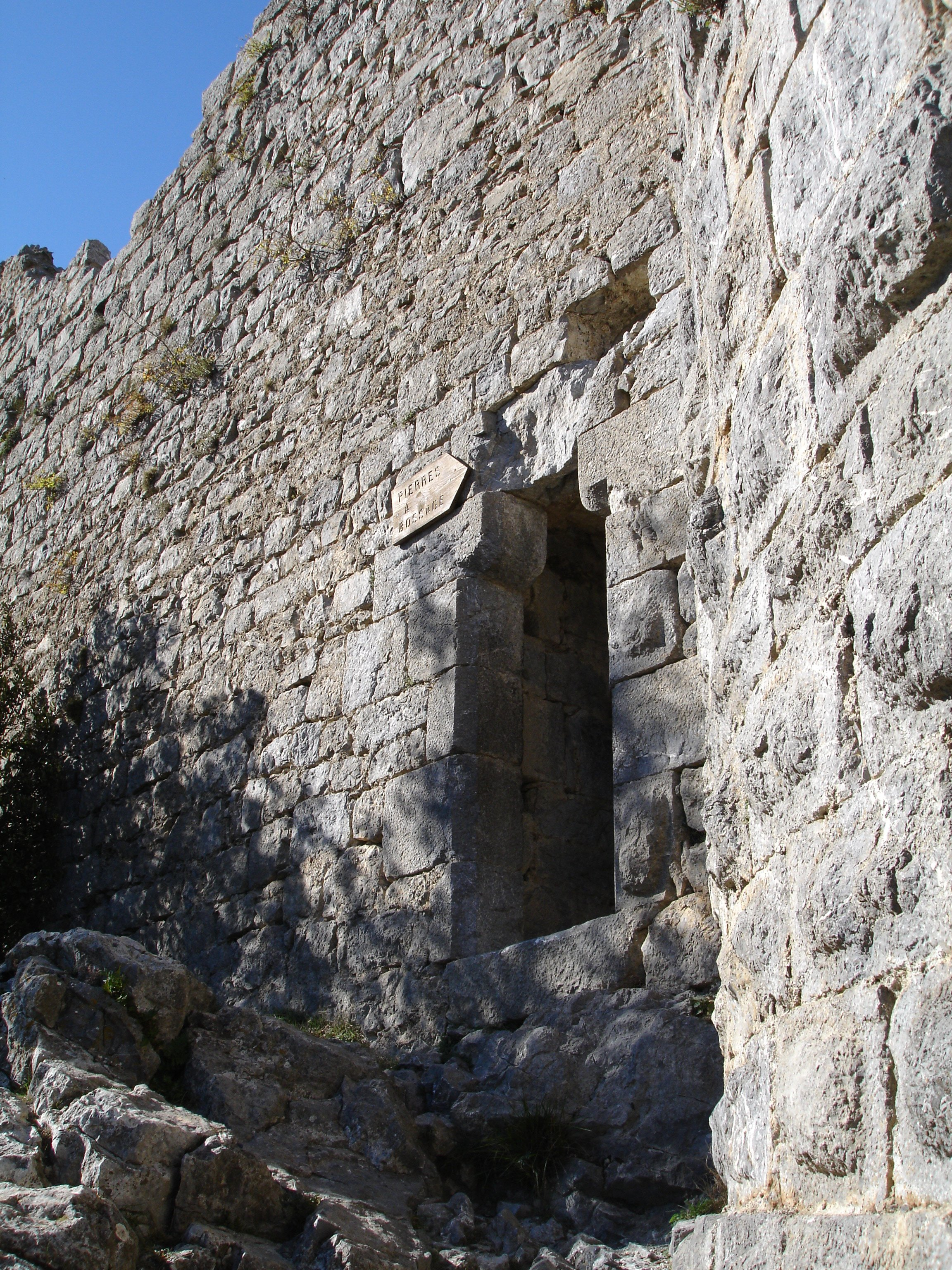
Poterna sudeste del castillo de Puilaurens.

Una poterna es una puerta secundaria, particularmente en una fortificación como en una muralla o en los muros de un castillo, suele dar al foso o al extremo de una rampa. Normalmente se localizan en lugares disimulados u ocultos, permitiendo a los ocupantes del recinto interior salir o entrar sin llamar la atención ni ser vistos. Durante un asedio, una poterna podía actuar de salida, permitiendo a los defensores escapar del cerco al que les habían sometido los sitiadores.
El sistema parece provenir de la Edad del Bronce, aportación de los indoeuropeos que la introdujeron en Asia Menor en Troya y el Imperio Hitita y en Europa a través de Micenas. En su versión primitiva, la poterna estaba defendida por torres y estructuras en forma de U.